# Kiskökény
Kiskökény (szlovákul: Trnkov, korábban Kokyna) község Szlovákiában, az Eperjesi kerület Eperjesi járásában.

## Fekvése
Eperjestől 12 km-re északkeletre, a Szekcső-pataktól délkeletre fekszik.

## Története
1330-ban „Cohita” néven említik először. 1345-ben „Keken”, 1355-ben „Kuken”, 1427-ben „Koken” alakban szerepel a korabeli forrásokban. Kapi várának uradalmához tartozott. 1427-ben 10 portája adózott. 1787-ben 14 házában 94 lakos élt.
A 18. század végén Vályi András így ír róla: „KÖKÉNY. Tót falu Sáros Várm. földes Ura Kapi Uraság, lakosai katolikusok, fekszik Kapihoz nem meszsze, és annak filiája, határjának fele termékeny, réttye, legelője elég, fája középszerű, piatzozásától sints meszsze.”
1828-ban 21 háza és 193 lakosa volt, akik mezőgazdasággal és erdei munkákkal foglalkoztak.
Fényes Elek 1851-ben kiadott geográfiai szótárában így ír a faluról: „Kökény, (Kokina), Sáros vármegyében, orosz falu, Kapihoz 3/4 órányira: 24 róm., 152 gör. kath., 8 evang., 3 zsidó lak. F. u. a Kapy nemzetség.”
1920 előtt Sáros vármegye Eperjesi járásához tartozott.

## Népessége
| Év:            | 1994. | 2004.    | 2014.    | 2024.    |
| -------------- | ----- | -------- | -------- | -------- |
| Emberek száma: | 181   | 207      | 228      | 333      |
| Eltérés:       |       | +14,36 % | +10,14 % | +46,05 % |

| Év:            | 2023. | 2024.   |
| -------------- | ----- | ------- |
| Emberek száma: | 308   | 333     |
| Eltérés:       |       | +8,11 % |

1910-ben 111, túlnyomórészt szlovák lakosa volt.
2001-ben 183 szlovák lakosa volt.
2011-ben 232 lakosából 218 szlovák.

## Nevezetességei
A Nagyboldogasszony tiszteletére szentelt görögkatolikus temploma 1925-ben épült, 1994-ben megújították.